# Primera División 1935 (Costa Rica)
La Primera División 1935, quindicesima edizione della massima serie del campionato costaricano di calcio, fu vinta dall'Herediano, al suo nono titolo. Per la prima volta una squadra, il CS Buenos Aires, retrocedette nell'antenata della Segunda División.
Vi parteciparono sette squadre.
La formula ritornò ad essere quella del girone all'italiana comprensivo di andata e ritorno. La prima classificata avrebbe vinto il torneo mentre l'ultima e la penultima si sarebbero affrontate per evitare la retrocessione.

## Avvenimenti
Nel 1935, anno del quindicesimo anniversario del campionato, si sperava di assistere ad una lotta tra le squadre "storiche": l'Herediano e il La Libertad. Mentre gli heredianos mantennero le aspettative vincendo il campionato e la Copa Estadio Nacional (coppa di lega vinta per 4-3 in finale sull'Orión) i libertos delusero e ad ostacolare la squadra di Heredia ci provò il Deportivo Alajuela Junior che stava diventando uno dei club più popolari del paese.
La lotta fu dura ma alla fine la squadra di Alajuela dovette cedere fermandosi a quattordici punti come l'Orión contro i sedici dei rivali.
Come in molti campionati dell'epoca si videro delle grandi goleade: le più grandi furono quelle dell'Orión contro il CS Buenos Aires (8-2) e l'Alajuelense (8-0).
La federazione introdusse anche la retrocessione. Questo per evitare che alcuni club, come era successo, giocassero senza serietà sapendo di potere rimanere in massima serie anche l'anno successivo. Fu deciso che lo spareggio riguardasse ultima e penultima: in questo caso lo scontro fu tra l'Alajuelense e il CS Buenos Aires e fu vinto dai primi per 6-2.

## Classifica
|    | Classifica                | Pt | G  | V | N | P | GF | GS |
| -- | ------------------------- | -- | -- | - | - | - | -- | -- |
| 1. | Herediano                 | 17 | 12 | 8 | 1 | 3 | 33 | 27 |
| 2. | Deportivo Alajuela Junior | 14 | 12 | 5 | 4 | 3 | 26 | 19 |
| 3. | Orión                     | 14 | 12 | 6 | 2 | 4 | 40 | 25 |
| 4. | La Libertad               | 12 | 12 | 4 | 4 | 4 | 33 | 23 |
| 5. | Gimnástica Espaňola       | 11 | 12 | 5 | 1 | 6 | 23 | 28 |
| 6. | Alajuelense               | 11 | 12 | 4 | 3 | 5 | 21 | 26 |
| 7. | CS Buenos Aires           | 5  | 12 | 2 | 1 | 9 | 23 | 51 |

- Alajuelense e CS Buenos Aires costrette ai play-out

### Play out
| 1935 | Alajuelense                                 | 6 – 2 | CS Buenos Aires                             | Sede:Alajuela |
| 1935 | Marcatore sconosciuto Marcatore sconosciuto |       | Marcatore sconosciuto Marcatore sconosciuto | Sede:Alajuela |

- CS Buenos Aires retrocesso nell'antenata della Segunda División

## Squadra campione
- Herediano - Campione della Costa Rica 1935

### Rosa
- Ernesto Araya
- Mario Varela
- Enrique Lizano
- José Salazar
- Santiago Bonilla
- Carlos Centeno
- Santiago Campos
- Braulio Morales
- Rafael Herrera
- Manuel Zamora
- Abel Sandoval
- Juan Salas
- Fabio Esquivel
- Manuel Zúñiga
- Elías Quesada
- Eduardo Ramírez
- Miguel Lobo
- Tobías Esquivel
- Aníbal Varela
- Ismael Quesada